# Jos Heyligen
Jos Heyligen (Oostham, 1947. június 30. –) Európa-bajnoki ezüstérmes belga labdarúgó, középpályás, edző.
Részt vett az 1980-as olaszországi Európa-bajnokságon.

## Sikerei, díjai
Belgium
- Európa-bajnokság
  - ezüstérmes: 1980, Olaszország

 Waterschei Thor
- Belga kupa
  - győztes: 1980